# زیبایی پشت دیوانگی
 «زیبایی پشت دیوانگی» (به انگلیسی: Beauty Behind the Madness) آلبومی از هنرمند اهل کانادا د ویکند است که در ۲۸ اوت ۲۰۱۵ منتشر شد. این آلبوم در ۵۸مین مراسم جایزه گرمی نامزد جایزه بهترین آلبوم سال شد.